# Lissonota sakala
Lissonota sakala är en stekelart som beskrevs av Joseph Augustine Cushman 1942. Lissonota sakala ingår i släktet Lissonota och familjen brokparasitsteklar. Inga underarter finns listade i Catalogue of Life.